# (12301) Eötvös
(12301) Eötvös es un asteroide que forma parte del cinturón de asteroides y fue descubierto por Eric Walter Elst el 4 de septiembre de 1991 desde el Observatorio de La Silla, Chile.

## Designación y nombre
Eötvös fue designado inicialmente como 1991 RR12.
Posteriormente, en 2004, se nombró en honor del físico e ingeniero húngaro Loránd Eötvös (1848-1919).

## Características orbitales
Eötvös orbita a una distancia media de 2,371 ua del Sol, pudiendo acercarse hasta 1,813 ua y alejarse hasta 2,928 ua. Su excentricidad es 0,2352 y la inclinación orbital 3,408 grados. Emplea en completar una órbita alrededor del Sol 1333 días. El movimiento de Eötvös sobre el fondo estelar es de 0,27 grados por día.

## Características físicas
La magnitud absoluta de Eötvös es 15.